# Силур
| Силур преди 443.7–416 милиона години ПреК К О С Д К П Т Ю К Пг Н |                                                      |
| Средно атмосферно съдържание на O2 през периода                  | ca. 14 Vol % (70 % от съвр. ниво)                    |
| Средно атмосферно съдържание на CO2 през периода                 | ca. 4500 ppm (16 пъти прединдустриалното ниво)       |
| Средната температура на повърхността през периода                | ca. 17 °C (3 °C над съвр. ниво)                      |
| Морско равнище (над съвременното)                                | около 180 m, с кратковременни отрицателни отклонения |

| Еон                         | Ера Продължителност    | Период                 | Начало в млн. г. |
| --------------------------- | ---------------------- | ---------------------- | ---------------- |
| Фанерозой                   |                        |                        |                  |
| Неозой 65,5 млн. г.         | Кватернер              | 2,588                  |                  |
| Неозой 65,5 млн. г.         | Неоген                 | 23,03                  |                  |
| Неозой 65,5 млн. г.         | Палеоген               | 65,5                   |                  |
| Мезозой 185,5 млн. г.       | Креда                  | 145,5                  |                  |
| Мезозой 185,5 млн. г.       | Юра                    | 199,6                  |                  |
| Мезозой 185,5 млн. г.       | Триас                  | 251                    |                  |
| Палеозой 291 млн. г.        | Перм                   | 299                    |                  |
| Палеозой 291 млн. г.        | Карбон                 | 359,2                  |                  |
| Палеозой 291 млн. г.        | Девон                  | 416                    |                  |
| Палеозой 291 млн. г.        | Силур                  | 443,7                  |                  |
| Палеозой 291 млн. г.        | Ордовик                | 488,3                  |                  |
| Палеозой 291 млн. г.        | Камбрий                | 542                    |                  |
| Протерозой                  |                        |                        |                  |
| Неопротерозой 458 млн. г.   | Едиакарий              | 630                    |                  |
| Неопротерозой 458 млн. г.   | Криоген                | 850                    |                  |
| Неопротерозой 458 млн. г.   | Тоний                  | 1 000                  |                  |
| Мезопротерозой 600 млн. г.  | Стений                 | 1 200                  |                  |
| Мезопротерозой 600 млн. г.  | Ектасий                | 1 400                  |                  |
| Мезопротерозой 600 млн. г.  | Калимий                | 1 600                  |                  |
| Палеопротерозой 900 млн. г. | Статерий               | 1 800                  |                  |
| Палеопротерозой 900 млн. г. | Орозирий               | 2 050                  |                  |
| Палеопротерозой 900 млн. г. | Рясий                  | 2 300                  |                  |
| Палеопротерозой 900 млн. г. | Сидерий                | 2 500                  |                  |
| Архай                       | Неоархай 300 млн. г.   | Неоархай 300 млн. г.   | 2 800            |
| Архай                       | Мезоархай 400 млн. г.  | Мезоархай 400 млн. г.  | 3 200            |
| Архай                       | Палеоархай 400 млн. г. | Палеоархай 400 млн. г. | 3 600            |
| Архай                       | Еоархай                | Еоархай                | 4 000            |
| Хадей                       | Хадей                  | Хадей                  | 4 540            |

Силур е третият период отдолу нагоре от палеозойската, който се простира от края на периода ордовик, преди 443,7 ± 1,5 милиона години (Mya), до началото на периода девон, преди около 416,0 ± 2,8 милиона години. Наименуван е в чест на древните келтски племена силури, населявали сегашната гранична област между Уелс и Англия.

## Периодизация
Силурската система за първи път е установена през 1835 г. от английският геолог Родерик Мърчисън на границата между Уелс и Англия. В началото е включвала заедно със собствените силурски (готландски) и ордовишки наслаги. След отделянето на ордовика като самостоятелен период названието „силур“ се съхранило само за горната част на установения от Мърчисън силурски период и като такъв обем официално е признат за отделен период от палеозоя през 1960 г. на 21-те сесия на Международния геоложки конгрес в Копенхаген. Първоначалното разчленение на периода (края на 19-ти – началото на 20-ти век) на серии и етажи, а също и на по-малки биостратиграфски подразделения по намерените брахиоподи и трилобити било проведено в типовите разрези на шелфовите фации на територията на Уелс. Първата зонална скала на базата на граптолитите е била разработена от английските геолози Чарлз Лепуърт (1842 – 1920), Г. Елис и Е. Ууд в Южна Шотландия и Уелс, а в Русия от немския геолог на руска служба Александър Кейзерлинг, участник в експедицията на Родерик Мърчисън в Урал през 1840-те години.
Сега официално силурският период се поделя на четири серии отдолу нагоре: лавдъврий, уенлок, лудлоу и придолий, които съответстват на даутонските, и, които се поделят на етажи. За цялата система съществува единна скала на базата на граптолитовите зони, в основата на които са заложени за двете долни серии – зоните на стратотипичните региони на Великобритания, а за двете горни серии – зоните на пражките региони на Чехия.
| Период  | Серия         | Етаж      | млн. години   |
| ------- | ------------- | --------- | ------------- |
| Девон   | Долен девон   | Локовий   | младши        |
| Силур   | Придолий      |           | 423 – 419,2   |
| Силур   | Лудлоу        | Лудфордий | 425,6 – 423   |
| Силур   | Лудлоу        | Горстий   | 427,4 – 425,6 |
| Силур   | Уенлок        | Хомерий   | 430,5 – 427,4 |
| Силур   | Уенлок        | Шайнуудий | 433,4 – 430,5 |
| Силур   | Ландъврий     | Телихий   | 438,5 – 433,4 |
| Силур   | Ландъврий     | Аероний   | 440,8 – 438,5 |
| Силур   | Ландъврий     | Руданий   | 443,4 – 440,8 |
| Ордовик | Горен ордовик | Хирнантий | старши        |

## Обща характеристика
Силурските наслаги са открити на всички континенти, с изключение на Антарктида. Класически разрези са изследвани във Великобритания, Чехия, Швеция, Мароко, Северна Америка и Русия. Структурният план на земната кора през силура като цяло е унаследен от камбрийския и ордовишкия периоди, като продължават да съществуват относително стабилните платформи: Източноевропейска, Африканска, Индостанска, Китайска, Сибирска и Североамериканска и техните размери достигали хиляди километри. Подвижните зони (геосинклинали) – Грампианска, Средиземноморска, Урало-Сибирска, Тихоокеанска, Апалачка и други са заемали ограничени площи. Взаимното разположение на континентите и моретата остава приблизително такова, каквото е по време на ордовика. Най-големият масив суша – континента Гондвана – обхващал големи части от съвременните територии на Африка (на юг от Сахара), Арабия, Индостан, Антарктида и Бразилия. На територията на Северна Америка и Евразия са се разполагали по-малки сушеви масиви – Гренландска, Балто-Сарматия (в Североизточна Европа), Ангарска и други, които в резултат на регресии и трансгресии по време на периода изменяли своята конфигурация. Има предположение, че освен Гондвана, през силура са съществували още два континента: Евроамерика и Азия. В континентите преобладавали равнините и слабо разчленения релеф, а високи планински масиви и вериги, вероятно са отсъствали.
Началото на силура се характеризира със затихване на геократичния режим и значителни потъвания на земната повърхност, съпроводени от глобална морска трансгресия, достгнала своя максимум през лавдъврия. Потъването на платформените плочи протичало неравномерно, като на най-значителни потъвания са били подложжени Североамериканската и Сибирската платформи. Като цяло тектонския реим през силура бил относително стабилен. Геосинклиналните зони се характеризирали с диференцирани тектонски движения, при които на фона на общото потъване съществували и отделни по-стабилни участъци, а също и области с островни издигания. В резултат от потъванията на сушата са се натрупали дребнозърнести теригенни наслаги (Урал, Централна Европа, Северна Африка, Андите и др.). Там, където геосинклиналното развитие през периода се сменило с орогенно, преобладавали грубо обработените моласови наслаги (Казахстан, Алтайско-Саянската област, Апалачите и др.). В резултат от подводните вулканични изригнвания дъната на геосинклиналните морета се покривали с лава, вулканични брекчи и туфи с предимно базалтов и андезитов състав. С изригването на подводните вулкани е тясно свързано и натрупването на силициево-глинести тини, които заедно с ефузивите образуват седиментно-вулканогенните формации в Урало-Тяншанската, Казахстанската, Апалачката и Средиземноморската геосинклинали. Раковинните и рифовите формации са били характерни само за тесните шелфови зони.
В края на силурския период завършва каледонския тектонски цикъл, планинообразуването и нагъването на редица геосинклинални системи на териториите на Северозападна Европа, Северна Гренландия, Аляска и др. Класически пример е Грампианската геосинклинала (на територията на днешна Шотландия), затворила се към края на серията лудлоу. По цялата територия на днешните Норвегия и Швеция силурските и по-древните наслаги били смачкани в гънки, нарушени от разломи с хоризонтално преместване. В Шотландия, Северна Англия и Ирландия силно дислоцираните наслаги несъгласно са припокриват от континентални червеноцветни пясъчници. В Средиземноморската и Урало-Сиберската геосинклинални зони по това време протичат регресии на епиконтиненталните морета. Нарушаването на солеността в изолираните късносилурски басейни довежда до образуването на червеноцветни наслаги, соли и гипс в Североамериканската и Сибирската платформи.
Фактическите данни за климата през силура са немногочислени. Широкото разпространение на богатата раковинна фауна и обилието от рифове в моретата дават възможност да се предположи, че те са се образували в условията на топъл и мек климат. По палеомагнитни данни, екваторът през силура е преминавал косо през Северна Америка от югозапад на североизток, пресичал е Атлантическия океан и Западна Европа от северозапад на югоизток. След това той е продължавал паралелно на Червено море на юг през Индийския океан и на югозапад от Австралия. По такъв начин, голяма част от известните силурски наслаги се разполагали в пределите на тропичните пояси. За съществуването на аридни зони, например, на териториите на Северна Америка и на места в Средна Азия указват червеноцветните натрупвания на гипс и соли. По метода на изучаването на течните включвания на соли в кристалите се определят средните температури в пределите на 30 – 50°С. Има доказателства за съществуването на полярни области в пределите на Гондвана. Присъствието на скали, подобни на тилити, в разрезите от долния силур в Северна Аржентина, Боливия и Мавритания води до извода за възможно континентално заледяване.

## Органичен свят

### Фауна
В началото на силура се формират основните класове безгръбначни животни и се появяват първите примитивни гръбначни. Голямата лавдъврийска трансгресия създала благоприятни условия за широкото разселване на морската фауна, което обяснява нейното изобилие и разнообразие още от началото на периода. За плитководните епиконтинентални морета и шелфовите части на геосинклиналните басейни изобилстващи от карбонатни седименти по дъното били характерни богати формации от раковинна и коралова фауна. Сред раковинната фауна най-многочислени били раменоногите (брахиоподите), които образували огромни колонии или се срещали като отделни групи сред подводните морски лилии, кораловите и хидроидните полипи. Те се заравяли в меката тиня, лежали или плували над нея или се прикрепяли към по-твърдите участъци по дъното. От раменоногите най-голямо разпространение получават ортидите, строфоменидите, ринхонелидите и форми със спираловиден крачен апарат (атрипиди, спирифериди). Господстващата група сред раменоногите била тази на пентамеридите, които широко се разселили и бързо достигнали своя разцвет. В състава на шелфовите биоценози много по-разнообразни, отколкото през ордовика, били коремоногите и двучерупчестите мекотели, появили се още тентакулитите и многочислени наутилоидеи. Съществена роля в състава на животинските формации принадлежала на членестоногите (черупчести и трилобити), които водели подвижен начин на живот и населявали мекия грунт. Съставът на черупчестите през силура съществено се изменил в сравнение с ордовика, което се изразило в появяването и разцвета на типично силурските семейства на Primitiopsidae и Beyrichiidae. Трилобитите станали по-еднообразни, като изчезнали много от ордовишките семейства. Силурският период се характеризира с представителита на рода Illaenus, като някои форми са с причудливи раковини (Lichas и Acidaspis). Появил се рода Homalonotus, загубил тричленння си строеж на раковината. В плитководните басейни с нарушена соленост заедно с остракодите и лингуламите се появила нова група членестоноги – евриптеридите. В плитководните и крайбрежни части на шелфа се заселили разнообразни коралови и хидроидни полипи, морски лилии, водорасли. Табулатите, хелиолитоидеите и ругозите достигнали своя максимален разцвет. От разнообразните полипи се образували подводни коралови участъци, които особено силно се развили през сериите уенлок и лудлоу. На границата между ордовика и селура значително се обновил състава на табулитите и хелиолитоидеите. Силурските, особено уенлокските, ругози стават много по-разнообразни и многочислени (над 40 рода). Сред иглокожите най-разпространени били морските лилии и морските балони, а за първи път се появили бластоидеите. Варовиковите общества на синьо-зелените водорасли (Girvanella и др.) участвали в създаването на варовиковите формации – биогермите и строматолитите. Обилните следи от жизнена дейност свидетелства за наличието на големи количества безскелетни реещи се организми в биоценозите на плитководния шелф.
Обитателите на пелагическите зони на силурските басейни, богати на зоо- и фитопланктон, били граптолитите. Техните многочислени остатъци погребани предимно в тънките глинести тини, образуващи силурските формации на силициево-глинестите шисти, са характерни за наслагите в нагънатите области по цял свят. На границата между ордовика и силура сред семейството на граптолитите напълно изчезват представителите на вида Axonolipa, а своето развитие продължават представителите на вида Axonophora. Силурският период е времето на появата, разцвета и залезът на разнообразните прости и многоцветни колонии на граптолитите (подсемейство Monograptinae). Достатъчно многочислени през ранния силур и единични в късния били двуредовите граптолити (подсемейство Diplograptinae). Монограптите бурно еволюират, създавайки редица бързо измиращи форми: Rastrites с изолирани видове през лавдъврий, Cytrograptus с многоцветни колонии през уенлок, Saetograptus с шиловидни остатъци на видове през ранния лудлоу и др. През силура се появяват първите две групи гръбначни: безчелюстни и риби. Сред безчелюстните се срещат костно-раковинни и безраковинни, а сред рибите – акантоди.
За детайлното стратиграфско разчленяване на силурските наслаги най-важни са групите на граптолитите, брахиоподите и коралите. Голямо значение за разчленяването и корелациите на разнофациалните наслаги имат и остракодите. От 2-та половина на 20-ти век в детайлната стратиграфия на силурския период успешно се използват и отпечатъците на конодонтите, хитинозите и акритархите.

#### Силурска фауна
- Шестлъчева гъба
- Мекотели
- Камероцерас
- Граптолити
- Трилобит
- Ракоскорпион
- Акантоди
- Първите безчелюстни и риби през силура

### Флора
В края на силура се развива първата сухоземна флора от псилофити (род Cooksonia) – тревисти растения, виреещи в крайбрежните участъци. Техните отпечатъци са намерени в горносилурските наслаги във Великобритания, Чехия, Украйна, Казахстан.

## Биогеографско райониране
Обширните епиконтиненталнти морета, възникнали в резултат на глобалната трангресия, обусловили пътищата на миграциите и космополитния характер на силурската фауна. Географското разпространение на брахиоподите, трилобитите, наутилоидеите, табулитите и други, указват отсъствието на забележими провинциални различия на родово ниво. В Евразия се обособяват Европейска, Сибирска и Централноазиатска провинции на основата на особеностите в разпространението на видовете и отчасти родовете на брахиоподите и табулатите. В горносилурските наслаги в Южна Америка е открита ендемична брахиоподова фауна Clarkeia (Малвинокафърска провинция). Повсеместното разпространение на граптолитите през силура се характеризира с еднообразния състав на видовите комплекси. Това е свидетелсто за изчезването през силура на Атлантическата и Тихоокеанската провинции, съществували през ордовика.

## Полезни изкопаеми
В силурските наслаги се съдържат важни полезни изкопаеми. Седиментно-вулканогенните наслаги в Урал и Норвегия съдържат медно-пиритови руди. Със силициевите пластове в Южен Урал и Средна Азия са свързани находищата на манган и фосфорити. В САЩ (щатите Ню Йорк и Алабама) се разработват железнорудни находища, привързани към грубообработени лавдъврийски скални отломки, а също находища на гипс и соли (централната част на щата Ню Йорк).